# Malawis fotbollsförbund
Malawis fotbollsförbund, officiellt Football Association of Malawi, är ett specialidrottsförbund som organiserar fotbollen i Malawi.
Förbundet grundades 1966 och gick med i Caf 1968. De anslöt sig till Fifa år 1968. Malawis fotbollsförbund har sitt huvudkontor i staden Limbe.